# Jerzy Skrzyszewski
Jerzy Artur Skrzyszewski – polski leśnik, doktor habilitowany nauk rolniczych, profesor na Uniwersytecie Rolniczym im. Hugona Kołłątaja w Krakowie, specjalista od szczegółowej hodowli lasu.

## Kariera naukowa
W 1983 roku na Uniwersytecie Rolniczym im. Hugona Kołłątaja w Krakowie uzyskał tytuł magistra inżyniera w zakresie leśnictwa. W tym samym roku został zatrudniony na tejże uczelni, a w 1993 roku na jej Wydziale Leśnym uzyskał stopień doktora nauk rolniczych w zakresie leśnictwa na podstawie rozprawy pt. Kształtowanie się zależności pomiędzy żywotnością, cechami morfologicznymi korony i masą systemu korzeniowego a przyrostem promienia na pierśnicy świerka i modrzewia, której promotorem był Andrzej Jaworski. W 2005 roku ten sam wydział nadał mu stopień doktora habilitowanego nauk rolniczych w dyscyplinie leśnictwa na podstawie pracy pt. Charakterystyka morfologiczno-przyrostowa sosny zwyczajnej (Pinus sylvestris L.) w polskiej części Karpat i Sudetów.